# T Cephei
T Cephei ist ein Mirastern im Sternbild Kepheus. Er ist etwa 175 Parsec (570 Lichtjahre) entfernt, die scheinbare Helligkeit variiert zwischen +5,2 und +11,3 mag bei einer Periode von rund 388 Tagen.
Der Stern weist über Jahrzehnte eine sinusförmigen Variation der Periodenlänge auf. 1881 war sie 400 Tage lang; lt. E. Zische zeigten Auswertungen von 1905 bis 1982 jedoch eine Periodenlänge von 379 bis 398 Tage. Die BAV rechnet mit dem Mittelwert 388,14 Tage.
Dass es sich bei dem Stern um einen veränderlichen handelt, wurde bereits 1877 von W. Ceraski (Moskau) beobachtet und am 17. Januar 1879 veröffentlicht. Weitere frühe Beobachtungen sind von G. Knott 1882 dokumentiert.